# داني مات
داني مات (بالعبرية: דני מט)، ولد في 10 ديسمبر 1927 وتوفي في 5 ديسمبر 2013، كان ضابطاً مخضرماً ذو سجل مرموق خدم في الجيش الإسرائيلي من عام 1948 حتى عام 1992. وصل إلى رتبة لواء وخاض خمس حروب عربية إسرائيلية، بما في ذلك حروب عامي 1948 و1973. ومن بين مآثره العديدة عملية جريئة تضمنت قيادته قوة مظلية عبر قناة السويس خلال حرب أكتوبر. كانت العملية المرحلة الأولى لهجوم إسرائيلي مضاد أكبر أدى في النهاية إلى دحر الجيش المصري.